# Запальта (Краснокамск)
Запальта — микрорайон в Краснокамске.

## География
Микрорайон Запальта расположен на западе города. Его границами являются правый берег речки Пальта (с востока), улица Сосновая Горка (с юга), лесной массив (с севера) и граница жилой застройки на западе. На северо-востоке микрорайон примыкает к поселку «Молодогвардейцы».

## История
Микрорайон известен был уже в послевоенное время как поселок для спецпереселенцев (высланных советских немцев). В 1960-е годы здесь работал лесозавод треста № 5. В конце советского периода истории были построены дома панельного типа для местного МЖК.

## Улицы
Микрорайон выходит на оживленную улицу Сосновая Горка, по которой организовано автобусное движение. В самом поселке имеются улицы Пугачева, Декабристов и Каракулова, Нагорный переулок, Рождественский и Рябиновый проезд.

## Транспортное сообщение
Автобусы: 9, 10, 11,15 и 16. По улице Сосновая Горка также проходят маршруты многочисленных пригородных линий.